# Палмизано (Бриндизи)
Палмизано (итал. Palmisano) је насеље у Италији у округу Бриндизи, региону Апулија.
Према процени из 2011. у насељу је живело 46 становника. Насеље се налази на надморској висини од 345 м.